# Марија Асенина
Марија Асенина (буг. Мария Асенина; Велико Трново) је била кнегиња, деспина Месемврије и бугарска царица, супруга деспота (касније цара) Мица Асена (1256–1257).

## Биографија
Марија је била ћерка бугарског цара Јована Асена II и његове супруге Ирине Комнине Епирске. Преко мајке, била је унука Теодора Епирског. Била је мајка бугарског цара Јована Асена III (1279–1280) и бугарске царице Кира Марије, која се удала за Ђорђа I Бугарског. Била је сестра цара Михаила II Асена.

### Брак и владавина
Још као дете, Марија је удата за истакнутог бојара Мица Асена. Иницијатива за овај брак вероватно је припадала њеној мајци и имала је за циљ јачање власти малолетног цара Михаила II. Након смрти цара Михаила II Асена, убијеног у завери бољара, у бугарском царству је дошло до сукоб између различитих претендената на власт. Године 1256. Мицо Асен је уз помоћ бојара ступио на бугарски престо, а Марија је постала царица. Сматра се да је ову титулу носила до 1263. године.
У Бугарској је избио грађански рат између цара Мица Асена и другог претендента на престо, Константина Тиха, кога је бојарски савет изабрао за бугарског цара. Цар Мицо Асен и царица Марија су принуђени да напусте Трново, опседнуто снагама Константина Тиха. Неко време царски пар је боравио у старој престоници Великом Преславу, одакле је цар Мицо Асен наставио борбу против Константина Тиха. Међутим, рат се развијао неповољно за царицу Марију и њеног мужа. Да би сачувао своју главу, цар Мицо Асен је склопио договор са византијским царем и заменио преостале земље под својом контролом јужно од Балкана за поседе у Малој Азији дуж реке Скамандер, око древне Троје. Тако су се царица Марија и њен муж настанили у Византији, где је бивша бугарска царица живела до своје смрти, чији је датум непознат.

## Потомство
Царица Марија Асен и цар Мицо Асен су имали двоје деце:
- Јован Асен III (* око 1259, † 1303, Мала Азија), бугарски цар 1279.
- Кира-Марија (* XIII век), бугарска царица (1280 – 1283), друга жена бугарског цара Георгија I Тертера.